# 三咲光郎
三咲 光郎（みさき みつお、1959年 -）は、日本の小説家、推理作家。

## 経歴・人物
大阪府岸和田市生まれ。1983年、関西学院大学文学部日本文学科を卒業する。大阪府立高校国語科教諭として奉職する。1993年、『大正暮色』で大阪府堺市が主催する第5回堺自由都市文学賞を受賞する。1998年、『大正四年の狙撃手（）』で文藝春秋が主催する第78回オール讀物新人賞を受賞する。2001年、『群蝶の空』で公益財団法人日本文学振興会が主催する第8回松本清張賞を受賞する。2018年、岸ノ里玉夫名義の『奥州ゆきを抄』で仙台短編文学賞実行委員会が主催する第1回仙台短編文学賞を受賞する。2020年、羽衣乙次郎名義の『売国奴スタア』が論創社が主催する第1回論創社ミステリ選賞に入選する。2022年、『刻まれし者の名は』で論創ミステリ大賞選考委員会が主催する論創社創業50周年記念・論創ミステリ大賞を受賞する。
自身のブログで、「おまえが専念するジャンルは何だ、と問われると、近代小説、レトロ小説、ネオ時代小説、と勝手に自称しているジャンルを挙げる。時代小説の枠を、大正、昭和にまでひろげた小説ジャンルである。しかし、30年続けても、ここは未だに、ブルーオーシャン。」といい、また、「私が思い描いているのは、たとえば、昨今は書店に行くと「時代小説」専用の棚があって多くの作家のさまざまな作品が並んでいる、まさにああいった状況で、大正から昭和前期を舞台にした「時代小説」を、多くの作家が書き、たくさんの読者が手に取って楽しむ、という広がり方なのです。」と述べている。　職場の同僚だった小説家の吉村萬壱に、「君の作風だと文學界新人賞が良いよ」とアドバイスしたことがあり、後に吉村は第92回文學界新人賞、第129回芥川賞を受賞している。

## 作品リスト

### 刊行作品
- 群蝶の空（2001年6月 文藝春秋）　※松本清張賞
- 銀河のひややかな瞬き（2003年8月 文藝春秋）
- 忘れ貝（2004年11月 文藝春秋）
- 砲台島（2007年4月 早川書房〈ハヤカワ・ミステリワールド〉）
- 死の犬（2010年9月 角川書店）
- 月と陽炎（2011年2月 早川書房〈ハヤカワ・ミステリワールド〉）
- 蒼きテロルの翼（2013年7月 祥伝社）
- 特務機関ラバーズ　秋桜（コスモス）の帝国（2014年10月 徳間文庫）
- 特務機関ラバーズ　月光の母神（2014年11月 徳間文庫）
- 特務機関ラバーズ　冥界の遺産（2014年12月 徳間文庫）
- 上野の仔（ノガミノガキ）（2018年3月 徳間文庫）
- 警視庁公安部第二資料係天野傑（2020年6月 徳間文庫　今宮新名義）[9]
- 警視庁特殊潜工班ファントム（2021年3月 小学館文庫　天見宏生名義）[10]
- お月見侍ととのいました　父と大江戸爆弾魔（2022年9月 徳間文庫）
- 空襲の樹（2023年１月論創社）　※論創ミステリ大賞　刊行時に『刻まれし者の名は』を改題
- 娘剣士　守りて候（2024年11月 論創社〈論創ノベルス〉）

### 短編作品
- 大正暮色　讀売新聞夕刊関西版に分載　1993年8月、『自由都市文学 vol.1』1994年3月　※堺自由都市文学賞
- 予兆　『関西文学』1996年4月号　（たんのわ じろう名義）[9]
- 大正四年の狙撃手(スナイパー)　『オール讀物』1998年5月号　※オール讀物新人賞
- 帰る道　『別冊文藝春秋』2001年夏号
- 陽光の海に潜むもの　『オール讀物』2002年12月号
- 洗う譚(はなし)　『季刊文科　67』2015年12月
- 犬の名誉 -私的FARCEの試み-　『季刊文科　71』2017年5月
- 奥州ゆきを抄　河北新報　2018年3月15日朝刊、『Kappo　仙台闊歩』2018年5月号、『小説すばる』2018年5月号、『仙台短編文学賞作品集2017→2022』2022年12月 プレスアート　（岸ノ里玉夫名義）　※仙台短編文学賞
- 銀の波みどりの淡雪 -「私」についての考察I-　『季刊文科　74』2018年4月
- メガミ -「私」についての考察II-　『季刊文科　75』2018年8月
- 終戦 『季刊文科 76』2018年12月
- 七年 『震災学 vol.13』2019年3月　（岸ノ里玉夫名義）
- 虹の断章　『季刊文科　79』2019年11月
- 売国奴スタア　『棟居刑事と七つの事件簿』2021年1月 論創社　(羽衣乙次郎名義)　※論創社ミステリ選賞
- 冬相聞　『季刊文科　99』2025年3月